# De Vrolijke Jeugd
De Vrolijke Jeugd was een Surinaamse zang- en toneelgroep in Paramaribo, Suriname. De groep werd in 1940 opgericht en was populair vanaf de jaren vijftig.

## Geschiedenis
De groep ontstond met de oprichting van het Vrolijke Jeugd Cultureel Centrum in 1940 door Caroline Neus en haar zoon René Waal. De grond was in eigendom van de familie gekomen via haar vader en zijn grootvader, Nelius Neus, die hier als zendeling de eerste baptistengemeente had opgericht. Hij was dominee in de kerk die ernaast stond. Haar vader had zeventien kinderen en haar zoon René Waal en diens vrouw Elisabeth veertien, onder wie de talentvolle zangeres Marlène Waal die vanaf haar vierde optrad in De Vrolijke Jeugd.
Na afloop van de kerkdienst kwamen jongeren naar het culturele centrum toe. Het was ervoor bedoeld om ze een kans te geven zich te ontwikkelen in toneel en muziek. Deze kansen waren er voor minder bedeelde kinderen niet of minder bij het Cultureel Centrum Suriname (CCS) vanwege lidmaatschapsgeld dat daar gevraagd werd. Artiesten die hun eerste stappen in de muziek in het centrum zetten, waren naast dochter Marlène bijvoorbeeld Lieve Hugo en Edgar Burgos (Trafassi). De kawinamuziek van de jongeren werd door René Waal begeleid op het gitaarachtige instrument cuatro. Niet alle kinderen die daar kwamen waren arm. Zo kwam Oscar Harris ook naar het centrum omdat hij daar graag wilde zingen.
De Vrolijke Jeugd brak vanaf het aantreden van Marlène Waal als muziekgroep door, onder meer doordat ze door de Nationale Partij Suriname (NPS) van premier Jopie Pengel werden gevraagd om de partijbijeenkomsten en campagnes muzikaal te begeleiden. Jaarlijks maakte de groep een tournee door het land. De groep trad niet alleen in Suriname op, maar ook meermaals op de Nederlandse Antillen.
In 1972 verhuisde een deel van de familie Waal naar Nederland en nam daar 4 singles en 18 elpees op.
In Suriname brandde het pand van het centrum af waardoor een deel van de collectie verloren ging. Rond 2015 liggen er plannen om het centrum opnieuw op te bouwen, maar ontbreekt het aan financiering.